# Cenopalpus pterinus
Cenopalpus pterinus är en spindeldjursart som beskrevs av Pritchard och Baker 1958. Cenopalpus pterinus ingår i släktet Cenopalpus och familjen Tenuipalpidae. Inga underarter finns listade i Catalogue of Life.